# 关西瀑布
光西瀑布是位于老挝琅勃拉邦南部约28公里的瀑布，该瀑布是琅勃拉邦的旅游胜地。
瀑布发源于峭壁上的一个浅池，并形成一个50m梯度的主瀑布。瀑布的水落下后汇集成大量青绿色的水池。
当地对参观者收取象征意义的管理费，但主要用于指导参观者的走道和桥梁的维护。部分水池对游泳者开放，但有些就关闭。徒步者可以直接爬到瀑布。

## 图册

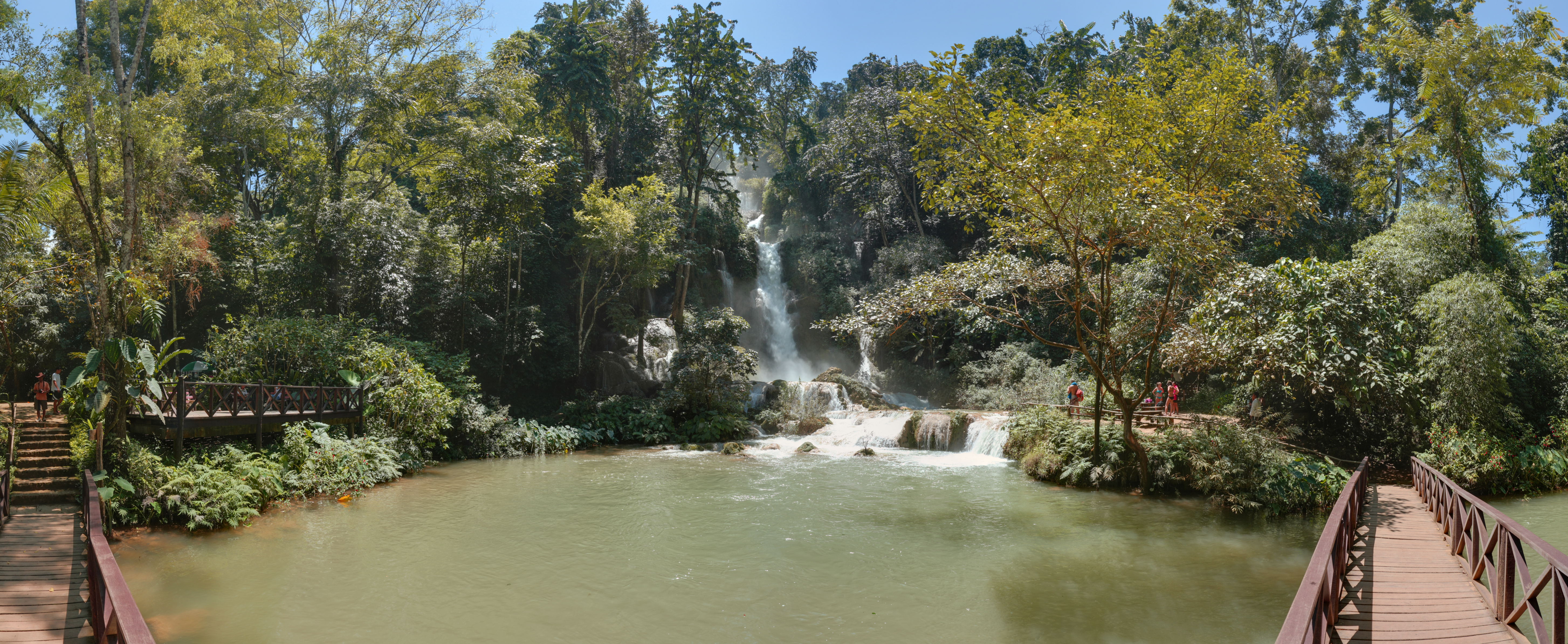
关西瀑布

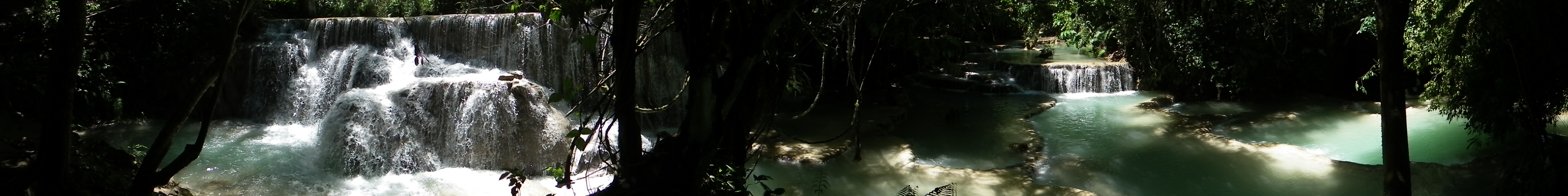
关西瀑布在下流几个也瀑布也能看

- 关西瀑布一览
- 瀑潭成为合适的凉水浴地点
- 关西瀑布一览
- 瀑潭的成分石灰华
- 火把姜
- 门前广场
- 门前广场